# 1997 BN1
1997 BN1 är en asteroid i huvudbältet som upptäcktes den 29 januari 1997 av den japanska astronomen Takao Kobayashi vid Ōizumi-observatoriet.
Asteroiden har en diameter på ungefär 3 kilometer.